# Jules de Benoist
Pour les articles homonymes, voir Benoist.
Pour les autres membres de la famille, voir Famille de Benoist.

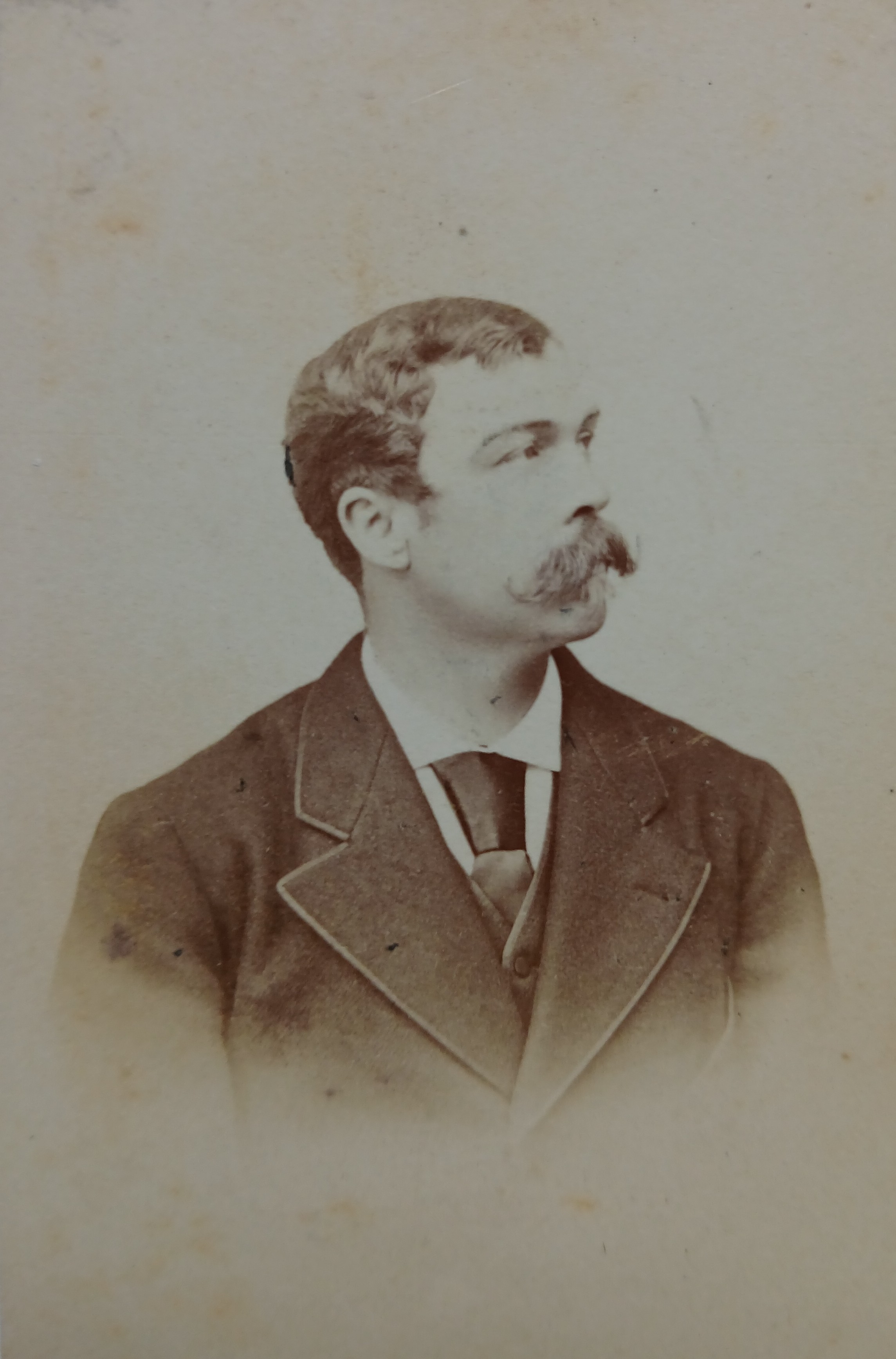
Général Jules de Benoist

Charles Marie Jules de Benoist (né le 13 mai 1842 à Waly, mort le 22 janvier 1904 à Lausanne) est un général français sous la IIIe République.
Jules est le troisième des six fils de Victor Louis, baron de Benoist, député de Verdun sous le Second Empire, et le frère des généraux, Henri (1839-1899) et Paul (1844-1920). Son petit frère Albert devient également député de la Meuse. Excellent meneur d'hommes, la défaite de 1870 l'a conduit à exiger sans répit le meilleur de ses troupes.

## Biographie
Jules reçoit, ainsi que ses frères, une très bonne éducation en la personne de l'abbé Perrin. Il intègre l'école militaire impériale de Saint-Cyr en 1859 et en ressort sous-lieutenant au 4e lanciers deux ans plus tard.
À la veille de la Guerre franco-prussienne de 1870, il est capitaine au 3e Chasseurs à Cheval. Il participe aux rudes combats de l'Armée de la Loire face au Ier corps bavarois aux ordres du grand-Duc Frédéric-François II de Mecklenburg-Schwerin. Au 2e régiment de marche de chasseurs, au sein d'une armée au bord de la rupture, il combat à Villarceaux, Beaugency, très exactement Beaumont, et Vendôme. La retraite forcée se poursuit jusqu'à Laval lorsque le 29 janvier 1871 l'armistice intervient.
Jules de Benoist est alors envoyé à Toulouse pour réprimer une émeute communaliste qui refuse de reconnaître l'Assemblée Nationale tout juste élue et souhaite épauler celle de Paris.
Instructeur l'année suivante, il se consacre entièrement à la cavalerie. Il est chef d'escadron en 1877, lieutenant-colonel en 1883, colonel au  28e Dragons en 1888. Après un intérim à la 7e brigade de dragons en 1893, Jules de Benoist est fait général à 51 ans mais reçoit la 78e brigade d'infanterie pour quatre années.  En août 1898, il inspecte le second arrondissement de cavalerie puis reçoit une division pendant une année, la  22e d'Infanterie. Général de division et toujours cavalier hors pair, il est enfin placé à la tête de la  3e Division de Cavalerie le 28 octobre 1899 puis de la  2e Division de Cavalerie à Lunéville le 10 octobre 1901. 
Il disparaît le 22 janvier 1904 et reçu d'imposantes obsèques le 27.

## Généalogie
- Il est le fils de Victor de Benoist (1813-1896) et de Fanny de Billaut (1817-1901) ;
- Il épouse en 1872 Marie-Amélie Fruict de Morenghe (1854-1931), dont :
  - Marguerite (1876-1967) x 1899 Louis de Cacqueray de Saint-Quentin (1871-1910)
  - Geneviève (1881-1910) x 1906 Pierre Eynaud (1875-1934)
  - Louis (°1882) x 1919 Lina de Montalembert d'Essé  (1891-1981)
  - Eugène (1884-1915) x 1909 Isabelle Gautier de Charnacé (1884-1968)
  - Robert (1890-1967) x 1916 Édith de Beaudrap (1893-1977)

## Décorations
- Chevalier de la Légion d'honneur à compter du 20 décembre 1886
- Officier de la Légion d'honneur le 26 décembre 1894
- Grand croix de Saint Stanislas de Russie
- Commandeur de Saint Grégoire le Grand

## Hommage, Honneurs, Mentions
- "Grand français, grand soldat, grand cavalier de guerre." ministre de la guerre et général de corps d'armée Gaston de Galliffet

## Autre fonction
- Membre du Comité technique de la Cavalerie.

## Publications
- Instruction de l'Escadron pour le Combat, Berger-Levrault, 1898
- Procédés d'instruction employés par le général Jules de Benoist pour mettre les pelotons à même 1 de suivre leur chef à toutes les allures, à travers tous les terrains 2 d'exécuter en ordre au galop allongé les manœuvres préparatoires à la charge 3 de charger et de combattre. Berger-Levrault, 1898
- Dressage et conduite du cheval de guerre, Librairie Militaire Berger-Levrault, 1899

## Blason de famille

de Benoist

- Armes : Ecartelé aux 1 et 4 d'azur, à la bande d'or, accompagnée en chef d'une étoile à six raies d'or et d'un croissant du même en pointe; aux 2 et 3 d'argent, chargé de fleurs de lys d'azur sans nombre.
- Supports : Deux lions d'or au naturel, tenant chacun une bandrole: celle de dextre aux armes des 1 et 4e quartiers; celle de sénestre aux armes des 2 et 3e quartiers.
- Timbre : Couronne des Pays-Bas autrichiens: tortil de baron portant des perles sur le bord, sans tiges.